# Камба (язык, Бразилия)
Камба (Camba, Kamba) — мёртвый неклассифицированный индейский язык, на котором раньше говорил народ камба, проживающий в штате Мату-Гросу-ду-Сул (около города Корумба) в Бразилии. Этническое население (около 2000 человек) мигрировали из Боливии, некоторые перешли на испанский язык. Они относились к группам языковой семьи тупи.